# 矩鳞油杉
矩鳞油杉（学名：Keteleeria oblonga）为松科油杉属的植物，是中国的特有植物。分布于中国大陆的广西等地，生长于海拔380米至680米的地区，常生长在山坡和山坡疏林中，目前尚未由人工引种栽培。